# Sphyrna
Sphyrna – rodzaj drapieżnych ryb chrzęstnoszkieletowych z rodziny młotowatych (Sphyrnidae).

## Rozmieszczenie geograficzne
Do rodzaju należą gatunki występujące w ciepłych i umiarkowanych wodach oceanów – Indyjskiego, Spokojnego i Atlantyckiego.

## Morfologia
Długość ciała do 610 cm; masa ciała (największa opublikowana) do 449,5 kg.

## Systematyka

### Etymologia
- Cestracion i Cestraciom: gr. κεστρακιον kestrakion ‘rodzaj broni, młotek’ także ‘gatunek ryby’, zdrobnienie od κεστρα kestra ‘młotek’[20]. Gatunek typowy: (oryginalne oznaczenie) Squalus zygaena Linnaeus, 1758 (Gill i Ogilby);
- Sphyrna (Sphyrnias): gr. σφυρα sphura ‘młot, bijak’[21].
- Cestrorhinus: gr. κεστρα kestra ‘młotek’[20]; ῥις rhis, ῥινος rhinos ‘nos, pysk’[22]. Gatunek typowy (późniejsze oznaczenie): Squalus zygaena Linnaeus, 1758[23].
- Zygaena (Zygoena, Zygana) i Zyganna: gr. ζυγαινα zugaina ‘głowomłot’, zdrobnienie od ζυγoν zugon ‘żart. dowcip’[21][24]. Gatunek typowy (oznaczenie monotypowe): Squalus zygaena Linnaeus, 1758.
- Sphyrichthys: gr. σφυρα sphura ‘młot, bijak’[25]; ιχθυς ikhthus ‘ryba’[26].
- Platysqualus: gr. πλατυς platus ‘szeroki’[27]; łac. squalus ‘gatunek ryby morskiej’[28][21]. Gatunek typowy (oznaczenie monotypowe): Squalus tiburo Linnaeus, 1758.
- Reniceps: łac. ren, renes ‘nerka’[29]; -ceps ‘-głowy’, od caput, capitis ‘głowa’[30]. Gatunek typowy (oryginalne oznaczenie): Squalus tiburo Linnaeus, 1758.
- Mesozygaena: gr. μεσος mesos ‘środkowy, pośredni’; ζυγαινα zugaina ‘głowomłot’, zdrobnienie od ζυγoν zugon ‘żart. dowcip’[21]. Gatunek typowy (oryginalne oznaczenie): Sphyrna corona Springer, 1940.

### Podział systematyczny
Do rodzaju należą następujące gatunki:
- Sphyrna corona Springer, 1940
- Sphyrna gilberti Quattro, Driggers III, Grady, Ulrich & Roberts, 2013
- Sphyrna lewini (Griffith & Smith, 1834) – głowomłot tropikalny[31]
- Sphyrna media Springer, 1940
- Sphyrna mokarran (Rüppell, 1837) – głowomłot olbrzymi[31][32]
- Sphyrna tiburo (Linnaeus, 1758) – młot tyburo[33]
- Sphyrna tudes (Valenciennes, 1822)
- Sphyrna vespertina[g] Springer, 1940
- Sphyrna zygaena (Linnaeus 1758) – głowomłot pospolity[31]